# IRC-10414
IRC-10414 — красный сверхгигант, убегающая звезда, находящаяся в созвездии Щита на расстоянии около 2000 пк (приблизительно 6600 световых лет) от Земли в области головной ударной волны.

## Наблюдения и характеристики
Видимая звёздная величина — 12. Звезда сильно излучает в инфракрасном свете, наблюдения показали спектральное излучение, характерное для гидроксогруппы, что относит звезду к холодной. В окрестностях звезды была обнаружена околозвёздная оболочка АВГ, звезда потеряла значительную массу. Светимость звезды приблизительно равна 160 тысяч солнечных. Радиус звезды приблизительно равен 1200 солнечных, что делает IRC-10414 одной из крупнейших известных звёзд.
Предполагаемая эффективная температура IRC-10414 — 3300 К. Масса предположительно равна 20 — 25 массам Солнца. Возраст оценивается в 6 — 10 млн лет.
Звезда примечательна тем, что находится в области головной ударной волны, как Бетельгейзе и Мю Цефея. Звёздный ветер IRC-10414 ионизирован предположительно звездой WR 114, относящейся к классу звёзд Вольфа — Райе.
Расстояние от Солнца до звезды примерно соответствует расстоянию до рассеянных скоплений NGC 6604, Туманность Орёл и Туманность Омега.
IRC-10414 является полуправильной переменной звездой.